# كيفن جيمس (سياسي)
كيفن جيمس (بالإنجليزية: Kevin James)‏ هو مقدم برامج إذاعية وسياسي أمريكي، ولد في 1963. حزبياً، نشط في الحزب الجمهوري.